# NGC 2213
NGC 2213 (również ESO 57-SC70) – gromada otwarta, znajdująca się w gwiazdozbiorze Góry Stołowej. Należy do Wielkiego Obłoku Magellana. Odkrył ją John Herschel 9 lutego 1836 roku.